# الحيز المحيط بالأوعية
الحيز المحيط بالأوعية، يُعرف أيضًا باسم حيز فيرخوف-روبين، هو حيز مليء بسائل ومحيط ببعض الأوعية الدموية المحددة في العديد من الأعضاء، بما فيها الدماغ، قد يمتلك وظيفة مناعية، لكن يتمثل دوره الأوسع في تشتيت الرسل العصبية والمشتقة من الدم. تنعكس الأم الحنون للدماغ من سطح الدماغ على سطح الأوعية الدموية في الحيز تحت العنكبوتي. في الدماغ، تُعد الكُفة المحيطة بالأوعية منطقة مكونة من تكدس الكريات البيضاء في الأحياز المحيطة بالأوعية، وعادة ما تُلاحظ لدى المرضى المصابين بالتهاب الدماغ الفيروسي.
تختلف الأحياز المحيطة بالأوعية في أبعادها بناءً على نوع الوعاء الدموي. في الدماغ، تتميز معظم الشعيرات الدموية بالأحياز المحيطة بالأوعية غير المحسوسة، بينما تسهل ملاحظتها في بنى محددة في الدماغ، مثل الأعضاء المحيطة بالبطينات، إذ تتميز بأحياز محيطة بالأوعية كبيرة محيطة بالشعيرات عالية النفوذية، كما يُلاحظ عبر المجهرية. تحتوي البارزة الناصفة، بنية دماغية في قاعدة تحت المهاد، على شعيرات دموية ذات أحياز محيطة بالأوعية واسعة.
لدى الإنسان، يمكن ملاحظة الأحياز المحيطة بالأوعية المحيطة بالشرايين والأوردة كمناطق متوسعة في صور الرنين المغناطيسي. نظرًا إلى ملاحظة عدد قليل من الأحياز المتوسعة في الأدمغة السليمة، ترتبط الزيادة في هذه الأحياز بحدوث عدد من أمراض التحلل العصبي، ما يجعل الأحياز موضوعًا هامًا للبحث.

## الوظيفة
يتمثل واحد من أهم الأدوار الرئيسية للحيز المحيط بالأوعية في تنظيم حركة السائل في الجهاز العصبي المركزي إلى جانب نزحه. تعمل الأحياز على نزح السائل بشكل نهائي من أجسام الخلايا العصبية إلى العقد اللمفية الرقبية. على وجه التحديد، تقترح «فرضية المد» أن تقلص القلب من شأنه خلق موجات ضغط والمحافظة عليها من أجل تعديل التدفق من وإلى الحيز تحت العنكبوتي والحيز المحيط بالأوعية. من خلال العمل كنوع من الإسفنج، تُعد هذه الأحياز ضرورية في نقل الإشارات والمحافظة على السائل خارج الخلوي.
يمتلك الحيز المحيط بالأوعية أيضًا وظيفة تكاملية مع الحاجز الدموي الدماغي (بي بي بي). يُوصف الحاجز الدموي الدماغي عادةً كموصلات ضيقة بين الخلايا البطانية، لكن يُعتبر هذا الوصف تبسيطًا مفرطًا متجاهلًا الدور المعقد الذي تلعبه الأحياز المحيطة بالأوعية في فصل الدم الوريدي عن متن الدماغ. غالبًا ما يمر الحطام الخلوي والجزيئات الأجنبية، غير النفوذة عبر «بي بي بي»، عبر الخلايا البطانية، لتصل إلى الأحياز المحيطة بالأوعية حيث تخضع للبلعمة. ينطبق هذا على العديد من الخلايا التائية والبائية، بالإضافة إلى الوحيدات، ما يمنح هذا الحيز الصغير المليء بالسائل دورًا مناعيًا هامًا.
تلعب الأحياز المحيطة بالأوعية أيضًا دورًا هامًا في التنظيم المناعي؛ إذ تحتوي على السائل الخلالي والنخاعي، فضلًا عن احتوائها على تدفق ثابت من الخلايا البلعمية الكبيرة، الذي تنظمه الخلايا وحيدة النوى المحمولة بالدم، إلا أنها لا تعبر الغشاء القاعدي لمحدد الدبق. بشكل مشابه، كجزء من دورها في نقل الإشارات، تحتوي الأحياز المحيطة بالأوعية على ببتيدات عصبية فعالة في الأوعية (في إن إس)، إذ تلعب دورًا تكامليًا في التحكم في الخلايا الدبقية الصغيرة بالإضافة إلى تنظيم ضغط الدم وسرعة القلب. تعمل «في إن إس» على منع الالتهاب عن طريق تنشيط إنزيم محلقة الأدينيلات الذي ينتج أحادي فوسفات الأدينوسين الحلقي «سي إيه إم بّي». يساعد إنتاج «سي إيه إم بّي» هذا في تعديل الخلايا التائية المتفاعلة ذاتيًا بواسطة الخلايا التائية التنظيمية. يُعد الحيز المحيط بالأوعية حيزًا شديد الحساسية لنقص «في إن» وانخفاض وظيفتها في الحيز، ما ينعكس سلبًا على الاستجابة المناعية ويزيد احتمالية التحلل. عند بدء الالتهاب بواسطة الخلايا التائية، تخضع الخلايا النجمية للاستماتة الناتجة عن مستقبلات «سي دي 95» الخاصة بها، ما يفتح محدد الدبق سامحًا بدخول الخلايا التائية إلى متن الدماغ. نظرًا إلى مشاركة الخلايا البلعمية الكبيرة المحيطة بالأوعية في دعم هذه العملية، فإنها تميل إلى التراكم خلال الالتهاب العصبي مسببة اتساع الأحياز.

## الأهمية السريرية
تكمن الأهمية السريرية للحيز المحيط بالأوعية بشكل رئيسي في ميلها إلى التوسع. تكمن أهمية التوسع في فرضية استناده إلى التغيرات في الشكل وليس الحجم. لوحظ وجود الأحياز المتضخمة بشكل شائع في العقد القاعدية، على وجه الخصوص في الشرايين العدسية المخططية. لوحظ وجودها أيضًا على طول الشريان الدماغي المتوسطي المهادي المجاور للناصف والمادة السوداء في الدماغ المتوسط، والمنطقة الدماغية أسفل الجزيرة، والنواة المسننة في المخيخ والجسم الثفني، إلى جانب المنطقة الدماغية الواقعة في الأعلى منه، أي التلفيف الحزامي. لاحظت العديد من الدراسات، عند التطبيق السريري للتصوير بالرنين المغناطيسي، ارتباط توسع الحيز المحيط بالأوعية مع حدوث السكتة الدماغية الجوبية كواحد من أكثر الارتباطات النسيجية شيوعًا المتعلقة بشذوذات إرسال الإشارات.

### الهرم
يحدث التوسع بشكل شائع في الشيخوخة ويرتبط بشكل وثيق معها. ثبت ارتباط توسع الحيز المحيط بالأوعية في المقام الأول بالعمر، حتى مع أخذ العوامل المترافقة معه في الاعتبار، بما في ذلك ارتفاع ضغط الدم والخرف وآفات المادة البيضاء. يرتبط هذا التوسع لدى كبار السن مع العديد من الأعراض والحالات المؤثرة غالبًا في جدران الشرايين، بما في ذلك ارتفاع الضغط الشرياني، والتصلب الشرياني، وانخفاض القدرة المعرفية، والخرف وانخفاض وزن الدماغ التالي للموت. بالإضافة إلى التوسع بين كبار السن، يمكن ملاحظة التوسع لدى الأفراد الأصحاء اليافعين. يحدث ذلك بشكل نادر مع عدم وجود ارتباط ملحوظ بانخفاض القدرة المعرفية أو شذوذات المادة البيضاء في مثل هذه الحالات. بشكل عام، لا يوجد عجز عصبي مرتبط مع «في آر إس» المتوسعة في الجسم الثفني في حال ملاحظتها. غالبًا ما تُلاحظ في هذه المنطقة كآفات كيسية مليئة بسائل شبيه بالدماغي النخاعي.

### أعراض التوسع
يرتبط التوسع المفرط مع أعراض سريرية محددة عديدة. في حالات التوسع الشديد في أحد نصفي الكرة المخية، تشمل الأعراض المبلغ عنها كلًا من نوبة الإغماء اللا نوعية، وارتفاع ضغط الدم، ودوار الوضعة، والصداع، واضطرابات التذكر المبكرة وعرة نصف الوجه. تشمل الأعراض المترافقة مع التوسع الشديد ثنائي الجانب كلًا من ألم الأذن (الذي يُبلغ زواله من تلقاء نفسه)، والخرف والنوبات. جُمعت هذه البيانات من خلال دراسات الحالة على الأفراد المصابين بتوسع «في آر إس» الشديد. مع أخذ الشذوذات التشريحية الموجودة في هذه الحالات في الاعتبار، اعُتبرت هذه النتائج مفاجئة لكون الأعراض خفيفة نسبيًا. في معظم الحالات، لا يوجد في الواقع تأثير كبير مرتبط بتوسعات «في آر إس». تُستثنى حالة التوسع الشديد في الدماغ المتوسط السفلي عند اتصال المادة السوداء والسويقة المخية من الأعراض السريرية الخفيفة المرتبطة بتوسع «في آر إس». في مثل هذه الحالات، لوحظ حدوث استسقاء الرأس الانسدادي الخفيف إلى المتوسط لدى معظم المرضى. تراوحت الأعراض المترافقة من الصداع إلى الأعراض الأكثر حدة من تلك المذكورة في حالات توسع نصفي الكرة المخية. تشمل الأعراض الأخرى المرتبطة بتوسع «في آر إس» الصداع، والدوخة، وضعف الذاكرة، وضعف التركيز، والخرف، والتغيرات البصرية، وشذوذات العين الحركية، والرعاش، والنوبات، وضعف الأطراف والرنح.

### الاضطرابات المترافقة
يظهر التوسع كسمة نموذجية في العديد من الأمراض والاضطرابات. يشمل ذلك الأمراض الناتجة عن الاضطرابات الوراثية والأيضية مثل داء مانوزيدي، وحثل التأتر العضلي، ومتلازمة لوي ومتلازمة كوفين لوري. يُعد التوسع سمة شائعة أيضًا في أمراض الأوعية أو الاضطرابات الناتجة عنها، بما في ذلك متلازمة كاداسيل (اعتلال الشرايين الدماغية الذاتي السائد المترافق مع الاحتشاءات تحت القشرية واعتلال بيضاء الدماغ)، والخزل الشقي الطفلي الوراثي، والتعرج الشريني الشبكي واعتلال بيضاء الدماغ، والصداع النصفي والخرف الوعائي. تتمثل المجموعة الثالثة من الاضطرابات المرتبطة نموذجيًا بتوسع «في آر إس» في متلازمات الأديم الظاهر العصبي. يشمل هذا الأدمغة متعددة الكيسات المرتبطة بخلل تنسج الأديم الظاهر، وخلل التنسج الجبهي الأنفي ومتلازمة جيوبرت. توجد مجموعة رابعة متنوعة من الاضطرابات المرتبطة نموذجيًا بالتوسع، إذ تشمل كلًا من التوحد لدى الأطفال، واعتلال تضخم الدماغ، ومرض باركنسون الثانوي، والتصلب المتعدد حديث البدء والكحولية المزمنة. نظرًا إلى احتمالية ارتباط التوسع مع العديد من الاضطرابات بالإضافة إلى ملاحظته لدى المرضى الأصحاء، من المهم دائمًا دراسة النسيج المحيط بالتوسع من خلال التصوير بالرنين المغناطيسي عند تقييم «في آر سي»، مع أخذ الوضع السريري بأكمله في الاعتبار.